# 天山盘羊
天山盘羊（学名：Ovis ammon karelini）一种分布于中亚天山山脉、费尔干纳山脉地区的盘羊亚种。为濒危野生动植物种国际贸易公约附录II所列的保护动物。

## 分类地位
天山盘羊一般被认为是盘羊（Ovis ammon）戈壁亚种，英国学者彼得·格拉布和澳大利亚学者科林·格罗夫斯合著的《有蹄类动物分类学》 (Ungulate Taxonomy) 一书中将其视为独立物种，2015年发布的《中国哺乳动物多样性》名录中也采用此说法。但是目前大部分资料仍将视为盘羊亚种。

## 形态特征
天山盘羊的角可达1.2米，角基部圆周平均长36厘米。体色一般为明亮的黄褐色，冬季体侧具有一条明显的条纹，把深色的体毛和浅色的腹毛分开。